# Yucatánspecht
Der Yucatánspecht (Melanerpes pygmaeus) ist eine Vogelart aus der Familie der Spechte (Picidae). Die Art ist ein Endemit der Halbinsel Yucatán und einiger benachbarter Inseln in Mittelamerika. Die Tiere bewohnen dort tropische Laubwälder einschließlich deren Ränder und Lichtungen sowie Sekundärwälder und küstennahes Buschland. Die Lebensweise des Yucatánspechts ist bisher weitgehend unbekannt. Die Art ist recht häufig und wird von der IUCN als ungefährdet („least concern“) eingestuft.

## Beschreibung
Yucatánspechte sind sehr kleine Spechte mit einem langen, fast punktförmig zugespitzten und an der Basis breiten Schnabel. Der Schnabelfirst ist nach unten gebogen. Die Körperlänge beträgt etwa 16–18 cm, das Gewicht 35–43 g. Sie sind damit nur etwas größer als ein Kleinspecht, aber deutlich schwerer. Die Art zeigt wie die meisten Spechtarten einen deutlichen Geschlechtsdimorphismus bezüglich der Färbung. Weibchen sind außerdem etwas kurzschnäbeliger als die Männchen.
Bei Vögeln der Unterart Melanerpes p. rubricomus sind der untere Rücken, der Bürzel und die Oberschwanzdecken weiß, gelegentlich mit einigen schwarzen Stricheln oder Bändern. Die gesamte übrige Oberseite einschließlich der Flügel ist auf schwarzem Grund weiß quergebändert. Die Handschwingen sind mehr braunschwarz mit weißen Spitzen, die weißen Bänder sind auf die Federbasen beschränkt. Der Schwanz ist oberseits schwarz, nur die beiden äußersten Steuerfedern zeigen auf den Außenfahnen eine weiße Querbänderung. Kopfseiten, Hals und fast die gesamte Unterseite des Rumpfes sind überwiegend einfarbig rötlich graubraun, nach hinten blasser werdend. Die Beinbefiederung, die Bauchseiten, die hinteren Flanken sowie die Unterschwanzdecken zeigen auf diesem Grund eine schwärzliche, pfeilspitzenartige Bänderung. Die Bauchmitte ist diffus rötlich. Die Unterflügel sind braun mit weißer Querbänderung. Die Schwanzunterseite ist etwas heller braunschwarz als die Oberseite mit ebenfalls auf die Außenfahnen des äußersten Steuerfederpaares beschränkter Weißzeichnung.
Der Schnabel ist schwärzlich, Beine und Zehen sind grau. Die Iris ist rot bis braun.
Männchen sind um den Schnabelgrund, am Kinn und auf der unteren Stirn goldgelb bis gold-orange. Die obere Stirn und der vordere Oberkopf sind weißlich, der übrige Oberkopf, Hinterkopf und Nacken sind leuchtend rot. Weibchen fehlt die rote Färbung des Oberkopfes, die Rotfärbung ist blasser und auf Hinterkopf und Nacken beschränkt.

## Lautäußerungen
Für die Art ist eine Reihe von Rufen bekannt, vor allem ein weiches, rollendes „tschurr, pjurr-r-r“ oder „chuh-uh-uh-uh-uh-uh“.

## Verbreitung und Lebensraum
Die Art ist ein Endemit der Halbinsel Yucatán in Mittelamerika, das Verbreitungsgebiet umfasst außerdem die Inseln Cozumel und die zu Honduras gehörende Insel Guanaja. Das Gesamtverbreitungsgebiet umfasst etwa 126.000 km².
Die Tiere bewohnen tropische Laubwälder einschließlich deren Ränder und Lichtungen sowie Sekundärwälder und küstennahes Buschland.

## Systematik
Es werden drei Unterarten anerkannt:
- Melanerpes pygmaeus rubricomus Peters, JL, 1948; größter Teil des Verbreitungsgebietes.
- Melanerpes p. pygmaeus (Ridgway, 1885); Insel Cozumel, etwas kleiner und dunkler als Melanerpes p. rubricomus
- Melanerpes p. tysoni (Bond, 1936); Insel Guanaja; der Schnabel ist größer als bei den vorgenannten Unterarten, die goldgelbe Färbung am vorderen Kopf weniger ausgedehnt, die rote Oberkopffärbung des Männchens meist durch eine rötlich braune Zone auf dem hinteren Oberkopf unterbrochen und der Schwanz zeigt mehr weiß.

Die Art bildet nach Winkler et al. eine Superspezies mit dem Rotkappenspecht (Melanerpes rubricapillus). Aufgrund ihrer extremen Ähnlichkeit wurden beide Formen häufig zu einer Art zusammengefasst, obwohl zwischen den Verbreitungsgebieten eine Lücke von mindestens 750 km besteht.

## Lebensweise
Die Nahrungssuche erfolgt meist relativ niedrig in Bäumen, weitere Angaben zur Ernährung liegen bisher nicht vor. Die Brutzeit erstreckt sich von April bis Mai, auch zur Brutbiologie des Yucatánspechts liegen keine weiteren Angaben vor.

## Bestand und Gefährdung
Angaben zur Größe des Weltbestandes gibt es nicht, die Art ist jedoch relativ häufig und der Bestand wird als stabil angesehen. Sie wird von der IUCN daher insgesamt als ungefährdet („least concern“) eingestuft.